# Австралийско-филиппинские отношения
Австралийско-филиппинские отношения — двусторонние дипломатические отношения между Австралией и Филиппинами. 

## История
Австралия и Филиппины имеют долгую историю двустороннего сотрудничества. В 1957 году был назначен посол Австралии на Филиппинах, а в 1962 году Филиппины открыли посольство в Канберре. 18 ноября 2015 года премьер-министр Австралии Малкольм Тернбулл и президент Филиппин Бенигно Акино III подписали Совместную декларацию о партнерстве между странами, что в перспективе должно привести к дальнейшему развитию двусторонних связей. В 2016 году Австралия и Филиппины отметили 70-летие со дня установления двусторонних отношений.

## Экономические отношения
В 1962 году объём товарооборота между странами составлял сумму 11,5 млн. долларов США. В 1981 году объём товарооборота между странами составлял сумму 250 млн долларов США. В 2015 году объём товарооборота между странами составил сумму 2,5 млрд. долларов Австралии. В 2015 году Австралия инвестировала в экономику Филиппин 10 млрд австралийских долларов, а Филиппины осуществили инвестиций в Австралию на сумму 473 миллиона австралийских долларов.

## Диаспора
В 1960—1990 годах значительное число филиппинцев иммигрировали в Австралию и в настоящее время являются одной из самых быстро растущих общин иммигрантов в Австралии. В 2011 году в Австралии прошла перепись населения, 225000 австралийцев указали в анкетах о своих филиппинских корнях (в 2001 году их было 129000 человек). В 2016 году в Австралии обучалось свыше 10000 студентов из Филиппин, рост обучающихся из этой страны увеличился на 100 % по сравнению с 2010 годом.